# Pyrausta distictalis
Pyrausta distictalis là một loài bướm đêm trong họ Crambidae.